# Supernada
SuperNada ist eine fünfköpfige portugiesische Alternative-Rock-Band. Sie wurde 2002 in Porto gegründet.

## Geschichte
Nachdem Manuel Cruz 2002 aus der Rockband Ornatos Violeta ausgestiegen war, gründete er zur gleichen Zeit die Bands Supernada und Pluto. Die Band beschränkte sich auf Liveauftritte. Zwei Konzertmitschnitte im Hard Club in sowie im Santiago Alquimista erschienen als Alben. Im März 2012 erschien ein Album mit bislang unveröffentlichten Titeln.
Die bekanntesten Songs der Band sind À tua procura, Irreal, Sonho de Pedra und Anedota + Eco da Gargalhada.

## Diskografie
Alben
- 2005: Ao Vivo No Hard Club
- 2005: Ao Vivo No Santiago Alquimista
- 2012: Nada É Possível